# Eastern Highlands Province

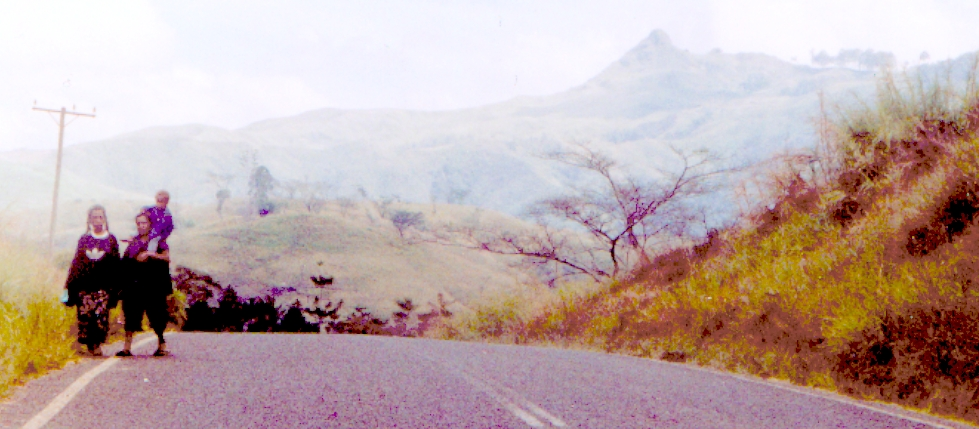
Der sogenannte "Highlands Highway"

Eastern Highlands ist eine der 21 Provinzen von Papua-Neuguinea. Diese Provinz zählt mit etwa 11.200 km² und rund 579.825 Einwohnern zu den am dichtest besiedelten des Landes. Hauptstadt ist Goroka mit 22.830 Einwohnern im Jahr 2011.
Eastern Highlands ist die östlichste der Bergprovinzen. Sie besitzt wilde, hohe Gebirgskämme mit dem Mount Michael als höchstem Berg (3750 m), sowie tiefe fruchtbare Täler, die für gewinnbringende Tabak- und Kaffeeplantagen, Viehzucht und den Anbau von Früchten und Erdnüssen genutzt werden.
Eastern Highlands gehörte zur deutschen Kolonie Deutsch-Neuguinea, blieb aber bis zu deren Ende unerforscht. Erst 1951 wurde das Hochlandgebiet in verschiedene Provinzen geteilt. Heute ist die Provinz gut mit dem Highlands Highway aus Lae erreichbar.
Die Nachbarprovinzen sind Morobe im Osten, Madang im Norden, Simbu im Westen und Gulf im Süden.

## Bevölkerung
Die Hochlandbewohner sind zumeist klein von Statur und haben mittelbraune Haut. Vielen Stämmen war ein aggressiv-kriegerisches Verhalten eigen, was heute durch ein ähnliches Geschäftsgebaren abgelöst worden sein soll.
Die Fore waren durch die Krankheit Kuru bekannt, die sie sich wohl durch Verspeisen von menschlichen Gehirnen zuzogen. Kriegerisch waren auch die Gahaku-Gambu, während die Kamano durch ein ungewöhnlich gespanntes Verhältnis zwischen Männern und Frauen bekannt sind. Die Bena-Bena und die Korofeigu glauben fest an männliche Überlegenheit und haben eine patrilineare Stammesordnung. 
Bei den Gururumba stehlen und zerstören die Männer gern den Besitz von anderen und es wird eine Art Neidkultur gepflegt, bei den Siane hingegen herrscht eine für Papua-Neuguinea unüblich emotionale Beziehung zum eigenen Privatbesitz.

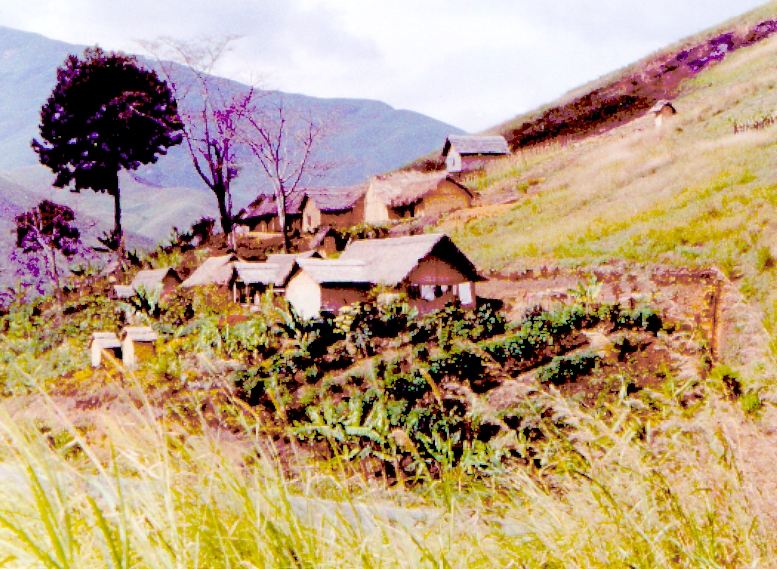
Ein Dorf in den Eastern Highlands

Die Sambia wurden aufgrund der Forschungen des US-Anthropologen Gilbert Herdt bekannt für ihren ausgeprägten Sexual-Fetisch.

## Distrikte und LLGs

Politische Karte der Provinz Eastern Highlands mit Einteilung in Distrikte

Die Provinz Eastern Highlands ist in acht Distrikte unterteilt. Jeder Distrikt besteht aus einem oder mehreren „Gebieten auf lokaler  Verwaltungsebene“, Local Level Government (LLG) Areas, die in Rural (ländliche) oder Urban (städtische) LLGs unterschieden werden.
| Distrikt                | Verwaltungszentrum | Bezeichnung der LLG-Gebiete |
| ----------------------- | ------------------ | --------------------------- |
| Daulo Distrikt          | Asaro              | Asaro-Watabung Rural        |
| Goroka Distrikt         | Goroka             | Goroka Rural                |
| Goroka Distrikt         | Goroka             | Goroka Urban                |
| Henganofi Distrikt      | Henganofi          | Henganofi Rural             |
| Kainantu Distrikt       | Kainantu           | Kainantu Rural              |
| Kainantu Distrikt       | Kainantu           | Kainantu Urban              |
| Lufa Distrikt           | Lufa               | Lufa Rural                  |
| Obura-Wonenara Distrikt | Lamari             | Lamari Rural                |
| Obura-Wonenara Distrikt | Lamari             | Yelia Rural                 |
| Okapa Distrikt          | Okapa              | Okapa Rural                 |
| Unggai-Benna Distrikt   | Benna              | Unggai-Benna Rural          |